# 秘蹟神姫アルカナセイバー
『秘蹟神姫アルカナセイバー』（ひせきしんきアルカナセイバー）は、2009年12月25日にLiquidより発売されたアダルトゲーム。戦う変身ヒロイン＆触手モノでお馴染みのTOUCHABLEとLiquidによるコラボ作品であり、原画：スミスミ、神剣桜花、麻倉桜、シナリオ：黒井弘騎など多くのクリエーターの手で生み出された作品でもある。
また、2012年10月26日には、続編『秘蹟神姫アルカナセイバーR』が発売された。

## ストーリー
雨宮学園の女子生徒である姫川幸乃は、ひょんなことから「運命の輪」というアルカナカードに選ばれ、それを手にすることとなった。戦う恐怖におののきつつも、大切な人を守りたいという幸乃の遺志に「運命の輪」は応え、彼女にアルカナセイバー・フォルトゥナに変身する力を与えた。

## 登場人物
姫川 幸乃（ひめかわ ゆきの）/アルカナセイバー・フォルトゥナ
声 - 氷室百合
所有カード：運命の輪
使用武器:剣
占いが好きな心優しき少女。アルカナセイバー・フォルトゥナ変身時は胸が大きくなり、髪が伸び色も変わる。
霧雨 瑠架（きりう るか）/アルカナスレイヤー・サーティーン
声 - 橘みもざ
所有カード：死神
使用武器：大鎌
不器用で感情表現が苦手な少女。妹を救うべくアルカナスレイヤー・サーティーンになった。リヴァーズド討伐のためならば襲われた人間も見殺しにすることがある。
彩峰 奈緒美（あやみね なおみ）/アルカナセイバー・ハーミット
声 - 鈴音華月
所有カード：隠者
使用武器：杖
最初からアルカナセイバーだった女性教諭。アルカナカードに詳しい。
北条 利瀬（ほうじょう りせ）/アルカナセイバー・ジャスティス
声 - 望月まゆ
所有カード：正義
幸乃のクラスのクラス委員長。奈緒美同様最初からアルカナセイバーだった。
真面目で努力家だが、セイバーとしての実力の低さに悩んでいる。
霧雨 瑠愛（しらとり るあ）
声 - 篠原ゆみ
瑠架の妹。病弱だが、姉が自分を過剰に気遣わないよう、けなげで明るい自分を演じている。
宇津木 香奈子（うつぎ かなこ）
声 - 大友愛琉
幸乃の友人である運動部員。明るくボーイッシュで、幸乃を引っ張ることが多い。

## 用語集
アルカナカード
22枚の魔力を秘めたカード。
リヴァーズド
反転したアルカナカードによって堕落した人間のなれの果てである怪物。

## スタッフ
- 原画 - スミスミ、神剣桜花、麻倉桜
- シナリオ - 黒井弘騎